# Saulius Kleiza
Saulius Kleiza (Kaunas, 2 aprile 1964) è un ex pesista lituano.

## Record nazionali
- Getto del peso indoor 20,69 m ( Kaunas, 24 gennaio 1987)

## Palmarès
| Anno | Manifestazione  | Sede       | Evento         | Risultato | Misura  | Note |
| ---- | --------------- | ---------- | -------------- | --------- | ------- | ---- |
| 1994 | Europei         | Helsinki   | Getto del peso | 10º       | 18,80 m |      |
| 1995 | Mondiali indoor | Barcellona | Getto del peso | 13º       | 18,41 m |      |
| 1995 | Mondiali        | Göteborg   | Getto del peso | 13º       | 18,99 m |      |
| 1996 | Olimpiadi       | Atlanta    | Getto del peso | 30º       | 18,21 m |      |
| 1997 | Mondiali        | Atene      | Getto del peso | 10º       | 18,25 m |      |
| 1999 | Mondiali        | Siviglia   | Getto del peso | 10º       | 19,01 m |      |
| 2000 | Olimpiadi       | Sydney     | Getto del peso | 28º       | 18,59 m |      |